# 저스틴 딜리
저스틴 딜리(Justin Deeley, 1986년 2월 1일 ~ )는 미국의 배우, 모델이다.

## 출연 작품

### 영화
- Born Wild (2012)
- The Wicked (2013)
- Geography Club (2013)
- 파티 올 나잇 (2016, Total Frat Movie)
- You're Gonna Miss Me (2017)

### 텔레비전
- 90210 (2011)
- 체인지 디바 (2013-14)